# Préfecture de Shizuoka
 Coordonnées : orientation de longitude invalide, devrait être "E" ou "W"

La préfecture de Shizuoka (静岡県, Shizuoka-ken) est une préfecture du Japon située dans la région de Chūbu.

## Géographie
La préfecture de Shizuoka est une région allongée sur la côte de l'océan Pacifique, le long de la baie de Suruga. À l'ouest, la préfecture s'étend dans les Alpes japonaises, alors que plus à l'est elle forme une étroite côte bordée par le mont Fuji au nord, jusqu'à atteindre la péninsule d'Izu, un site touristique populaire pointant vers le sud dans l'océan Pacifique.

### Divisions administratives
La préfecture est divisée en villes et districts. La capitale de la préfecture de Shizuoka est la ville de Shizuoka, qui est subdivisée en trois arrondissements. La préfecture de Shizuoka est bordée des préfectures d'Aichi, Nagano, Yamanashi et Kanagawa.

#### Villes
La préfecture de Shizuoka comprend 23 villes. Shizuoka, la capitale, et Hamamatsu sont subdivisées en plusieurs arrondissements.
| - Atami - Fuji - Fujieda - Fujinomiya - Fukuroi - Gotenba - Itō - Iwata | - Hamamatsu : - Chūō-ku - Hamana-ku - Tenryū-ku - Izu - Izunokuni - Kakegawa - Kikugawa | - Kosai - Makinohara - Mishima - Numazu - Omaezaki - Shimada - Shimoda | - Shizuoka (capitale) : - Shimizu-ku - Aoi-ku - Suruga-ku - Susono - Yaizu |

#### Districts
La préfecture de Shizuoka est divisée en cinq districts. Ceux-ci rassemblent douze bourgs.
| - District de Kamo - Higashiizu - Kawazu - Matsuzaki - Minamiizu - Nishiizu | - District de Haibara - Kawanehon - Yoshida - District de Shūchi - Mori | - District de Suntō - Nagaizumi - Oyama - Shimizu - District de Tagata - Kannami |

## Économie
- Shizuoka, la capitale de la préfecture, est plutôt une ville de petits commerçants.
- Hamamatsu est une ville industrielle, c'est notamment la ville de Yamaha et la ville où Suzuki fut créé. Il y a beaucoup de Brésiliens à Hamamatsu, en relation avec une émigration de Japonais au Brésil et au Pérou (voir Japonais au Brésil) au début du XXe siècle.
- Yaizu, entre Hamamatsu et Shizuoka, est l'un des plus gros ports de pêche du Japon.
- Fuji est une importante ville papetière au pied du mont Fuji et une porte vers Izu.

Shizuoka et ses environs sont connus pour plusieurs productions agricoles :
- le thé vert, qui couvre le pied des montagnes entre Shizuoka et Hamamatsu ;
- des fraises primeures, qui commencent à être commercialisées dès les premiers jours de janvier (sur le front de mer, entre Shizuoka et Shimizu-ku) ;
- des clémentines (région autour de Hamamatsu).

## Histoire
La préfecture était autrefois composée des provinces de Totomi, de Suruga, et de Izu. Cette préfecture fut la résidence du premier shogun Tokugawa et c'est sans doute son élément historique le plus marquant. Cette région fut contrôlée par Tokugawa Ieyasu jusqu'à ce qu'il conquière les terres du clan Hōjō dans la région du Kantō et la donne à l'un des hommes de Oda Nobunaga. Une fois devenu shogun, Tokugawa la reprit pour sa propre famille.

## Culture
La Danseuse d'Izu, une des nouvelles de Yasunari Kawabata (prix Nobel de littérature en 1968) se situe dans la péninsule d'Izu.

## Jumelage
La préfecture de Shizuoka est jumelée avec les municipalités ou régions suivantes :
- Zhejiang (Chine) depuis le 20 avril 1982 ;
- Chungcheong du Sud (Corée du Sud) depuis le 30 avril 2013 ;
- Dornogovi (Mongolie) depuis le 29 juillet 2011.

## Honneur
L'astéroïde (364630) Shizuoka est nommé d'après la ville de Shizuoka et la préfecture de Shizuoka.